# Adoberia de Granollers
L'adoberia de Granollers coneguda com l'adoberia d'en Ginebreda és l'única de les dotze adoberies que havia tingut el municipi que s'han conservat. És al centre històric de la ciutat, sota de l'edifici d'equipament juvenil, el GRA. L'adoberia era davant de l'església de Sant Esteve, i estava adossada a la muralla que rodejava la ciutat, entre les dues bestorres. Aquesta adoberia és un dels pocs exemples d'arqueologia industrial que s'han pogut extreure de Granollers.
L'adoberia d'en Ginebreda podria tenir els seus orígens durant durant el segle xvi, tot i que la seva utilització es contextualitza a finals del segle xvii i segle xix, la darrera etapa de la seva utilització i una època en què s'inicia la centralització de la producció de les adoberies, en zones com ara Vic o Igualada.
L'adoberia es pot visitar i, a part de la seva visualització, es vol transmetre la importància de la ciutat de Granollers, que es va formar al voltant d'una cruïlla de diferents eixos de l'època romana, propera a la Via Augusta, que travessava el corredor prelitoral, es varen construir al seu entorn diverses viles romanes. Més endavant, es van anar formant nuclis urbans, que va permetre la creació d'un mercat. Aquest mercat va donar lloc a una sèrie d'artesanies i serveis que varen ajudar, a partir del segle xv, al desenvolupament econòmic, social i polític del municipi.